# Џон Дјуи
Џон Дјуи (енгл. John Dewey; Берлингтон, 20. октобар 1859 — Њујорк, 1. јун 1952) је био амерички филозоф, социјални критичар и теоретичар образовања. У времену у којем је филозофија била у процесу професионализације, Дјуи се одржао као филозоф заинтересован за проблеме свакодневнице, са међународним утицајем у областима политике и образовања.

## Биографија
Био је и професор универзитета Мичиген и Минесота. Од 1894. професор је у Чикагу где 1896. оснива универзитетску вежбаоницу, а од 1904. године професор је на Колумбија универзитету у Њујорку и у Високој учитељској школи. Као владин саветник за педагогију боравио је две године у Кини организујући просветни систем, а у истом својству боравио је у Турској и Мексику. До краја живота деловао је у америчком културном и просветном животу као филозоф, педагог и политички ангажован реформатор. У филозофији је заступао прагматизам по којем је критеријум истине корист, а Дјуи је формирао своју верзију прагматизам-инструментализам, теорију која сматра како сваки појам, идеју итд. треба схватити као инструмент акције. Расправљајући о питањима образовања и преношења искуства старијих на млађе генерације, људска би врста врло брзо подлегла природној стихији. Међутим, захваљујући нагомиланом искуству, што се преноси у процесу образовања на младе генерације, она се одржава и мења своју околину.

## Његов педагошки значај
Појединац изолован од друштва не би могао постојати, па захваљујући томе што се рађа и живи у друштву, током свога живота прима туђа искуства и њима се користи. Свакодневни живот и пракса учи како је потреба васпитања и образовања безусловна. Васпитање развија и формира јединку, па и уводи људско биће у друштвени живот. Дакле, васпитање се може сматрати и као социјална категорија и функција. Али, за спровођење те функције потребне су одређене методе, тј. путеви помоћу којих се постижу најефикаснији жељени циљеви. Социјална средина спроводи стални утицај на појединца, а тај утицај није ни позитиван ни негативан. Код људског бића под утицајем социјалне средине јављају се одређена знања, вештине и навике које делују јединствено и мењају га. Из филозофских и социјално-политичких ставова Џона Дјуија произилази да васпитање и није ништа друго него непрекидно проширивање и продубљивање дечјег искуства, а развитак детета је прилагођавање постојећем друштву. У васпитном процесу дете је у средишту, па се његове снаге морају испољити, интереси се морају остварити, а способности вежбати. Дете поседује четири инстинкта:
- социјални
- конструктивни
- истраживачки и
- уметнички.

Васпитање не сме формирати дете према одређеним васпитним циљевима, већ има задатак да уклања сметње које би кочиле слободан развој, слободан раст детета. Дете треба да се слободно развија, а васпитање се равна према непроменљивим законима развоја психичких и телесних функција детета. Према томе, Дјуи је један од теоретичара „слободног васпитања“, теорије која има свој корен Русоовим ставовима, само што су ови имали у своје време другу друштвену улогу.
Дјуи је противник књишког и вербалног знања и учења. Сматра како је полазни извор знања рад, јер радећи се стичу најсигурнија и најефикаснија знања, вештине и навике. Дакле, рад није само могућност за упознавање теорије. Према Дјуијевом мишљењу физику ће ученици најбоље савладати у радионици и погону, хемију у кухињи, геометрију у столарској радионици, зоологију узгајањем домаћих животиња, ботанику радовима у врту, пољу, воћњаку и винограду, а историју и географију путовањима.
Дјуи велико значење придаје решавању различитих радних задатака, самосталним посматрањима и закључивањима. Противник је организације рада по разредима, наставним часовима и класичне поделе градива на наставне предмете. Све у школи треба подредити „јединству и целини искуства“, па Дјуи захтева да школа припрема дете не за будућност, већ за садашњост. Школа је социјална институција која свој васпитни и образовни рад организује попут људског друштва. Зато и наставу треба засновати на дечјим нагонима, раду и активностима, па негира систематско усвајање знања.

## Погледи Дјуија на демократију и филозофију
Дјуи је истицао да филозофија има три области истраживања, које могу бити представљене у форми три концентрична круга. Прва, најужа, јесте област истраживања закона рефлексивног мишљења, то јест научног истраживања – то је област логике; друга, шира, јесте област истраживања законитости и узајамног утицаја осталих облика људског искуства – уметничког, моралног, религиозног и тако даље, као и њиховог односа према логичком мишљењу; и трећа, најшира, јесте област социјалних питања, област примене филозофије на организационе и институционалне проблеме друштвеног живота, социјалног и културног понашања, односа појединца и друштвене целине.
„Он филозофију види као оперативну науку која би требало да се бави практичним проблемима савременог друштва. Своју филозофију васпитања он је изградио на темељу својих убеђења. Његови филозофски погледи се у васпитној теорији огледају у наглашавању принципа учења путем учествовања у практичном раду, инсистирању на стицању практичних знања и повезивању теорије и праксе, као и у снажном опирању догматском и ауторитарним метода учења. Борио се за лабораторијски и радионичарски рад, развија креативности и сарадњу између ученика“
Дјуи је демократију пре свега видео као етички идеал и наглашавао да је њена суштина у учествовању, а не представљању. Инсистирао је на томе да ангажовање демократске јавности у решавању колективних проблема треба да буде слично активности отворене научне заједнице. То је самокритична заједница фокусирана на истраживање, која делује у складу са прагматичним принципима. Демократија је за Дјуија више од облика владавине и политичке организације (организовања политичке моћи и бирања људи који ће обављати политичке функције) – она је такође и начин живота, облик друштвене организације у којој индивидуе учествују у заједничком процесу друштвеног истраживања
Дјуи је веровао да се демократија и образовање међусобно подржавају. Демократско уређење подстиче образовање с обзиром да учествовање у активности демократске јавности кроз друштвено истраживање доприноси повећању квалитета искуства учесника, пружајући им могућност да користе своју интелигенцију. Последица је индивидуални развој. Комплетно образовање долази само када постоји одговорно учешће сваког појединца, у складу са његовим капацитетима, у обликовању циљева и политике друштвене групе којој припада. С друге стране, Дјуи сматра да је образовање нужно за постојање и очување демократског начина живота. Демократија као облик владавине и као облик друштвеног живота подразумева образовање које ће припремити децу за учествовање у политичком и друштвеном животу. Деца и млади морају бити упознати са интересима, сврхама, информацијама, вештинама и праксама старијих чланова друштва. И док се образовање може одвијати у многим различитим друштвеним контекстима једног друштва (као што су породица, црква или комшилук). Сматрао је да развој демократских навика мора почети у најранијем добу образовног искуства детета.
Он је сматрао да објективна истина не постоји, тј. да не постоји свет који је апсолутно независан од субјективне идеје. Све наше идеје, категорије и теорије продукт су природне и друштвене средине у којој живимо. Сазнање има извор у искуству из материјалног света и вреди онолико колико служи као средство за практична решења. Дјуијеве иновативне идеје прихватили су бројни образовни прогресивисти. Његов став да срж образовања представља континуирана реконструкција искуства и да је искуство извор знања. Дјуијево схватање решавања проблема одговара прогресивистичком ставу да дете најбоље учи путем рефлексија властитих активности и њиховом валидацијом у терминима будућих последица. Његово акцентовање подељеног искуства или заједничког учења кореспондира са прогресивистичким фокусом на колаборативне начине рада
Дјуи је сматрао да је демократија кључна за једно друштво. Дјуи сматра да бесплатне државне школе играју изузетно важну улогу у демократском друштву. Поред демократије он се бавио и филозофијом. Његова филозофија има три области истраживања: први круг, научно истраживање, други круг истраживања осталих облика људског искуства и трећи круг је област социјалних питања.

## Погледи Дјуија на васпитање и образовање
Дјуи је био против постављања општих циљева и задатака васпитања и образовања, поготово оних који долазе споља. Друштво нема то право. Ово тим пре што не постоје опште, за све важећи, вечне и постојне циљеве. Циљ и задаци васпитања морају се изводити из потреба и интересовања сваког појединца. Циљ и задаци могу бити индивидуални.Школа је према Дјуију животна заједница. Она на једној страни ствара услове за стицање индивидуалног искуства сваком ученику, а на другој страни ствара услове да се ученик као појединац прилагођава тој заједници.
Моралне вредности и системи вредности су резултат интелектуалне делатности. Решавање стварних животних проблема живот и прилагођавање заједници су у јединству. У томе су ангажована не само интересовања, већ и емоције сваког појединца. Интелектуално, морално и емоционално васпитање постаје јединствен процес. Све су то инструменти рада, деловања и понашања појединца у заједници. Задатак школе је да сваког развија као индивидуу, али путем реалног живота.
Школа има следеће задатке:
1. Да поједностави живот и презентује га детету кроз једноставне и језгровите форме;
2. Да одстрани колико је то могуће, у друштвеном животу да стоји не само поједностављено већ и прочишћену животну средину;
3. Да помогне и појединцима да превазиђу ограничења група у којима су рођени и доведе их у контакт са широм друштвеном средином (Ценић и Петровић, 2005: 242).

Школа треба да има живот да презентује на јединствен начин, то је један од задатака школе.
Други задатак се заснивана да животна средина треба да буде поједностављена.
Трећи задатак подразумева да имамо живот појединца, који треба да превазиђе ограничења и да се оствари интеракција са животном средином.
У таквој школи нема прописаних наставних планова и програма, подела ученика на разреде, организација рада по разредно-часовном систему. Искуство се манифестује у естетској, моралној, политичкој, научној и религијској сфери и ученику се мора омогућити да га у тим сферама и стиче. Улога наставника је била измењена. Он није у школи да ученицима саопштава, да на њих преноси, готова знања. Његова обавеза је да ствара у школи животне ситуације и да помаже ученицима да такве ситуације сами решавају.
Најзначајније место у његовој теорији васпитања заузима појам искуства. Он васпитање дефинише као непрестану реорганизацију и реконструкцију искуства. Код појединца оно означава процес сталног развоја и напредовања под утицајем нових искуства. Он не сматра свако искуство васпитним, већ само оно које подстиче радозналост, активност и у буди осећај одговорности. Васпитање се третира као психолошки процес, као растење развоја индивидуалних снага и интелигенције и као такво оно нема посебно одређени циљ.
Искуство је, према Дјуију, интеракција између организма и његове средине. Под средином се подразумевају услови који су у синергији са личним потребама, жељама, сврхама и способностима. Трансформација искуства до које долази кроз учешће у активностима заједнице резултира личним развојем појединаца. За Дјуија је друштвени живот исто што и учествовање и сва комуникација (а самим тим и сваки истински друштвени живот) јесте едукативна.
Задатак школе је да свакога развија као индивидуу, али путем реалног живота у заједници. Дјуи је критиковао вештачку раздвојеност академског живота у учионици и реалног живота ван ње. Истиче да је учење квалитетније ако се одвија у животима ученика, да наставне задатке треба користити за изучавање и решавање реалних животних проблема и да је неопходно разред трансформисати у смислу укључивања и уважавања личних животних искустава ученика у наставни процес. У његовој концепцији васпитања више се наглашава улога појединца него у социоцентричним концепцијама васпитања, што се види и у полазним ставовима: васпитање је живот (прави живот, а не припрема за будући живот) и учити радећи (не давати ученицима готова знања, већ им омогућити да кроз лично искуство, сопственом активношћу, радећи, решавањем животних проблемских ситуација стичу и проверавају истинитост стечених знања). Основа сваког васпитања је активност појединца. Пошто у школи треба развијати мишљење као инструмент човековог делања (а не оно коме је циљ стицање знања), а тај процес је индивидуалан, онда је активност у васпитању, у ствари, самоактивност. Мора се поћи од потреба васпитаника и интересовања која испољава. С друге стране, придаје се већи значај заједници него у педоцентричним педагошким концепцијама.
Садржај васпитања он везује за дечије искуство и друштвени живот детета. Деци је страно и неразумљиво наставно градиво које је подељено на предмете и презентује се као логични след засебних целина. Он предлаже увођење нових наставних предмета као што су кување, шивење и ручни рад. Ови предмети дозвољавају активно ангажовање деце, блиски су дечијем искуству и у њима се лако могу стећи садржаји из историје, биологије, географије. Основна метода наставе је учење путем активности. Она подразумева експериментисање, истраживање, решавање проблема и манипулисање стварима. Наставник добија нову улогу он усмерава наставни процес, врши селекцију утицаја који долазе до деце и помаже деци да на прави начин одговоре на њих.
Прагматизам сматра наставника као помоћника, водича и филозофа. Главна функција прагматичног наставника је да предложи проблеме својим ученицима и да их стимулише да пронађу сами, решења која ће радити. Наставник мора пружити могућности за природни развој урођених квалитета деце. Његов главни задатак је да предложи проблеме својим ученицима и да их води како би сазнали решења
На основу Дјуијевих дидактичких поставки установљена је пројект-метода посебна организација наставе. Метод се остварује етапно. Наставник у договору са ученицима поставља практични проблем, заједнички се сагледава суштина проблема, заједнички се утврђује план за решавање проблема, заједнички се ради на решавању проблема и на основу прикупљених података и информација се извлаче закључци тј. хипотезе се прихватају или одбацују, завршна фаза је практична примена.
Васпитање је према Дјуију повезано са искуством ученика. Он истиче школу као друштвену заједницу. Дете је центар свега, активност детета је мерило укупног васпитања. Васпитање треба да је засновано на самораду и непосредној животној стварности, да полази од дечјих интереса и склоности. Васпитање је лабораторија у којој се конкретизују и проверавају различита схватања. Циљ овог васпитања је да се дете што боље прилагоди животној ситуацији и што боље укључи у постојећи капиталистички друштвени поредак. При томе, главни задатак учитеља је био да организује рад и ствара услове за самосталан развој и рад ученика.

## Дела
Написао је велики број дела са проблематиком из различитих области филозофије и педагогије:
- Критичка теорија етике (1891)
- Школа и друштво (1899)
- Студије из Логичке теорије (1903)
- Како мислимо (1910)
- Образовање и демократија (1916)
- Људска природа и понашање (1922)
- Искуство и природа (1925)
- Трагање за извесношћу (1929)
- Уметност као искуство (1934)
- Логика теорија истраживања (1938)
- Слобода и култура (1939)
- Људски проблеми (1946)